# Gmach Narodowego Banku Polskiego w Katowicach
Gmach Narodowego Banku Polskiego w Katowicach – siedziba Oddziału Okręgowego w Katowicach Narodowego Banku Polskiego, położona przy ulicy Bankowej 1 w Katowicach, w dzielnicy Śródmieście. Gmach ten powstał w latach 2003–2006, a w momencie oddania do użytku był on jednym z trzech największych Oddziałów NBP. Historycznie w miejscu gmachu Oddziału znajdowała się zaś willa F.W. Grundmanna.

## Historia

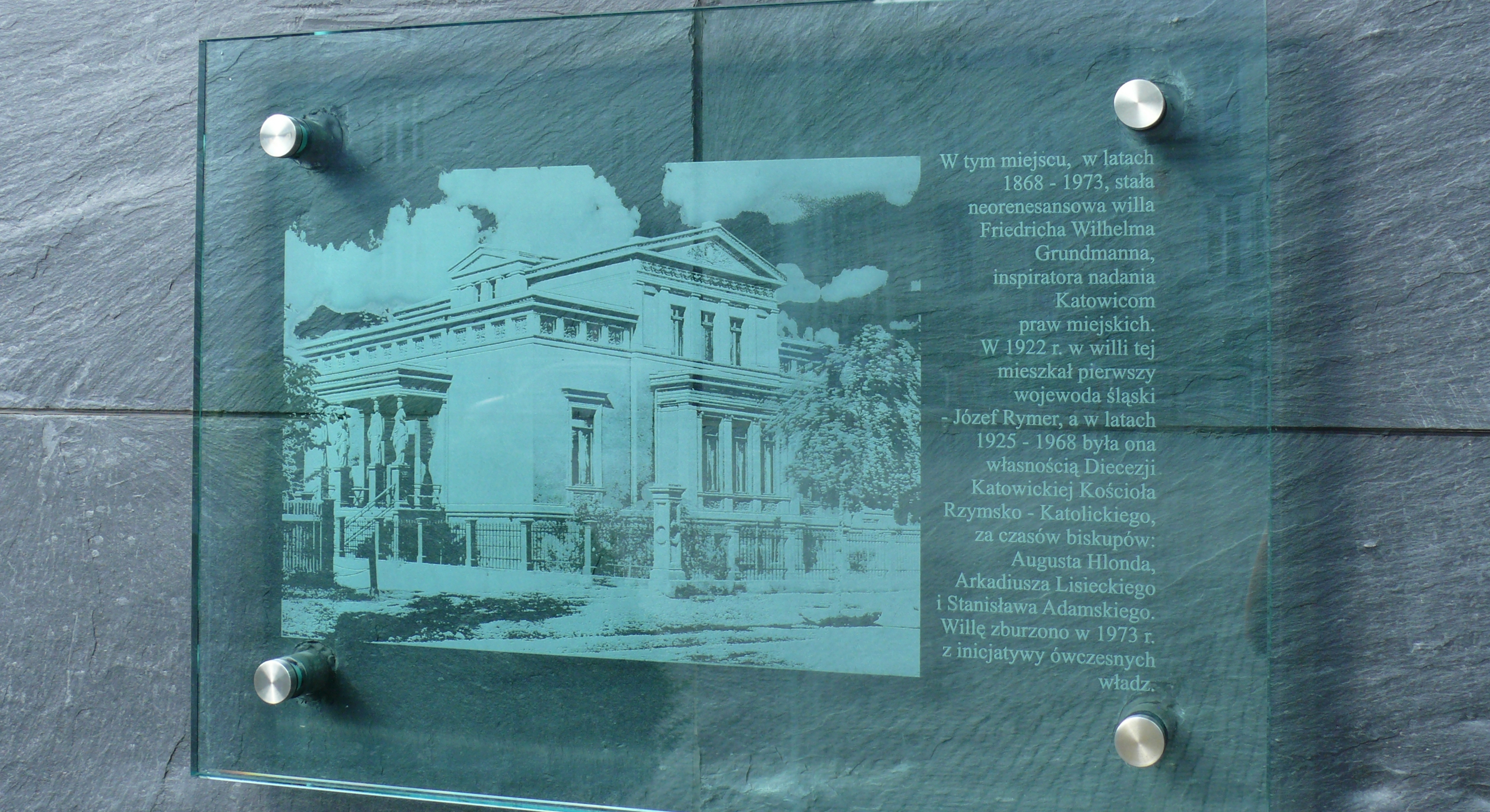
Tablica na elewacji gmachu upamiętniająca dawną willę Grundmanna

Projekt budynku w latach 2003–2006 opracowali: Dieter Paleta, Teodor Badora i Wojciech Wojciechowski z katowickiego Biura Architektonicznego „ARKAT”, a współpracowali z nimi Grzegorz Buława i Mikołaj Machulik. Gmach zaprojektowano na eksponowanej działce przy jednej z najważniejszych dróg Katowic – ulicy Warszawskiej, w miejscu historycznej willi F.W. Grundmanna.
Inwestorem gmachu był Narodowy Bank Polski, a zlokalizowano w nim nową siedzibę Oddziału Okręgowego w Katowicach. 5 sierpnia 2003 roku odbyła się uroczystość wmurowania aktu erekcyjnego.
Gmach Oddziału Okręgowego NBP został uroczyście otwarty 12 kwietnia 2006 roku, a w uroczystości otwarcia uczestniczyli m.in.: prezes NBP prof. Leszek Balcerowicz, marszałek województwa śląskiego Michał Czarski, wojewoda śląski Tomasz Pietrzykowski i prezydent Katowic Piotr Uszok, a także przedstawiciele duchowieństwa: metropolita katowicki abp Damian Zimoń i biskup diecezji katowickiej Kościoła Ewangelicko-Augsburskiego ks. Tadeusz Szurman. Po uroczystościach otwarcia prof. Leszek Balcerowicz na terenie Uniwersytetu Śląskiego w Katowicach podpisał list intencyjny o przekazaniu dotychczasowej siedziby NBP dla potrzeb tejże uczelni.

## Charakterystyka

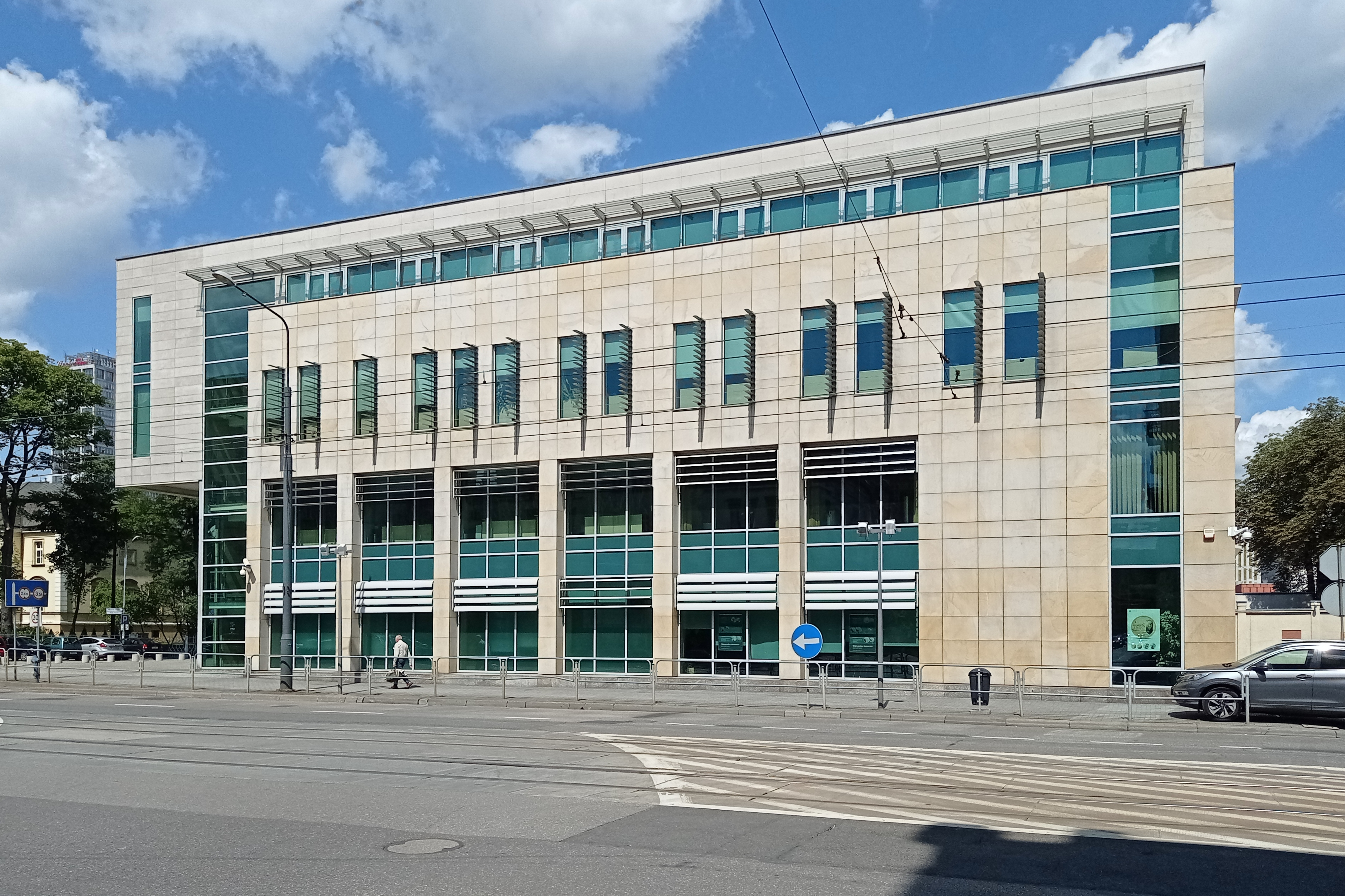
Elewacja południowa (2021)

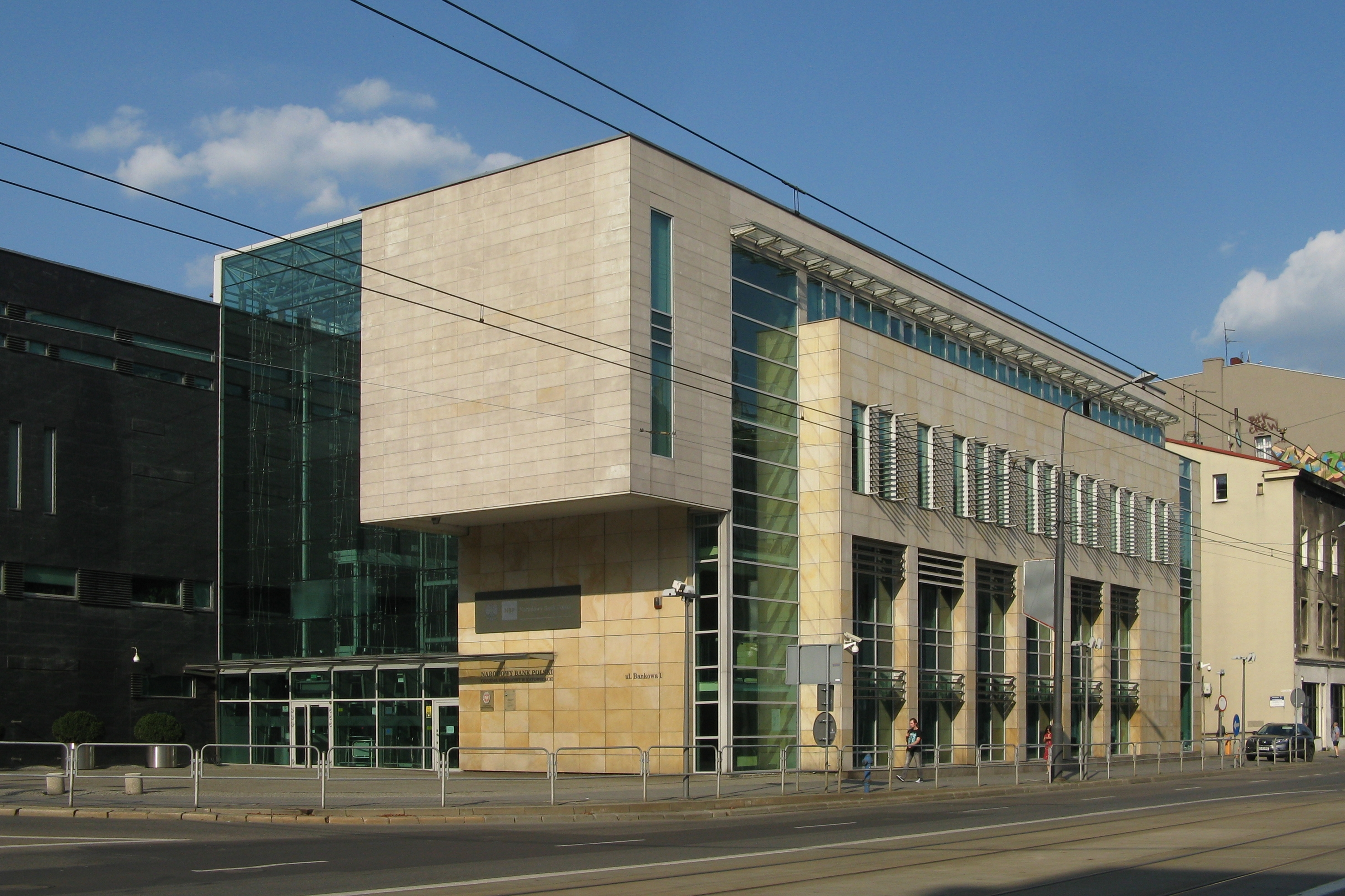
Widok z zachodu (2018)

Gmach Oddziału Okręgowego w Katowicach Narodowego Banku Polskiego znajduje się przy ulicy Bankowej 1 w Katowicach, w granicach dzielnicy Śródmieście. Usytuowany jest on w narożniku z ulicą Warszawską.
Znajduje się on w sąsiedztwie zabudowy ulicy Warszawskiej (po stronie wschodniej) i terenu kościoła ewangelickiego (na zachód od gmachu). Powstał on zgodnie z wytycznymi konserwatorskimi, a wysokością zabudowy nawiązuje do sąsiadujących budynków. Jest on częściowo cofnięty od narożnika ulic, odsłaniając widok na kościół ewangelicki, a przed nim znajduje się plac, przy którym zaprojektowano wejście główne do budynku. Plac ten został wyłożony kostką granitową.
Kubatura budynku wynosi 30 600 m³, powierzchnia użytkowa zaś 10 800 m². Ma on cztery kondygnacje nadziemne i dwie podziemne.
Centralną częścią gmachu jest wykonana z zawieszonych płyt szklanych sala obsługi klientów w czterokondygnacyjnym atrium. Wejście służbowe powstało zaś narożniku północno-wschodnim. W architekturze gmachu nawiązano także do górnośląskiej tradycji poprzez pokrycie części gmachu czarnymi płytami przypominającymi ścianę węgla. Płyty te zbudowane są z czarnego łupku portugalskiego. Południowa część gmachu, przylegająca do ulicy Warszawskiej, charakteryzuje się drobnym pionowym podziałem ściany z przeszklonym parterem i wycofaną ostatnią kondygnacją. Ściany zaś są zbudowane z dwóch rodzajów piaskowca.
Gmach NBP w Katowicach został wyposażony w nowoczesne standardy obsługi klientów, a sam oddział w momencie powstania był jednym z trzech największych oddziałów NBP. Wyposażono go także m.in. w maszyny do liczenia, sortowania i niszczenia pieniędzy. W podziemiach gmachu znajdują się parkingi, a także skarbiec. Komunikacja wewnątrz gmachu odbywa się poprzez trzy klatki schodowe oraz dwie windy, z czego ta w przedsionku, która jest całkowicie przeszklona, ma charakter reprezentacyjny.
Koncepcję funkcjonalną budynku oparto na pasmowo-strefowym systemie organizacyjnym. Tworzą one następujące części:
- administracyjna – pasmo zlokalizowane po stronie północnej, grupujące część Wydziałów Oddziału; ma 4 kondygnacje;
- dachowa – zlokalizowano tam pomieszczenia techniczne, w tym centrale wentylacyjne i urządzenia chłodnicze,
- środkowa – grupuje pomieszczenia specjalnego przeznaczenia, jak: sala operacyjna, sale narad i biblioteka,
- południowa – ma charakter reprezentacyjny i mieszczą się tam m.in. pomieszczenia Dyrekcji i mieszkania służbowe.

Na eksponowanej przyległej ścianie z czarnego łupka umieszczona jest tablica upamiętniająca willę Grundmanna, która znajdowała się w miejscu obecnego gmachu katowickiego oddziału NBP.

## Nagrody i wyróżnienia
- Nagroda Główna Wojewody Śląskiego w Konkursie „Architektura Roku Województwa Śląskiego” – 2005 rok[9],
- Nagroda II stopnia Ministra Budownictwa za wybitne osiągnięcia twórcze w dziedzinie architektury i budownictwa[9] – 2006 rok[10].